# Bundestagswahlkreis Dresden II - Meißen I
Der Bundestagswahlkreis Dresden II - Meißen I war ein Wahlkreis in Sachsen bei den Bundestagswahlen 2002 und 2005. Er trug die Wahlkreisnummer 161 und umfasste von der Landeshauptstadt Dresden die Stadtbezirke Cotta, Klotzsche, Loschwitz, Neustadt und Pieschen sowie die Ortschaften Altfranken, Cossebaude, Gompitz, Langebrück, Mobschatz, Oberwartha, Schönborn, Schönfeld-Weißig und Weixdorf, vom damaligen Landkreises Meißen die Gemeinden Coswig, Radebeul, Radeburg, Moritzburg, Niederau und Weinböhla. Vorgängerwahlkreise waren die Bundestagswahlkreise Dresden II und Meißen – Riesa – Großenhain.
Da Sachsen zur Bundestagswahl 2009 einen Wahlkreis verlor und außerdem in Sachsen im Jahre 2008 eine größere Kreisreform stattfand, wurden die meisten sächsischen Wahlkreise neu abgegrenzt. Der Wahlkreis Dresden II - Meißen I wurde dabei aufgelöst. Zur Bundestagswahl 2009 wurden die Gemeinden des ehemaligen Landkreis Meißen dem neu gebildeten Bundestagswahlkreis Meißen zugeordnet. Die Dresdener Stadtbezirke und Ortschaften wurden dem neu gebildeten Bundestagswahlkreis Dresden II – Bautzen II zugeordnet.

## Wahlergebnisse

### Bundestagswahl 2005
| Kandidaten                     | Kandidaten                | Parteien/Listen   | Erststimmen | Erststimmen | Zweitstimmen | Zweitstimmen |
| Kandidaten                     | Kandidaten                | Parteien/Listen   | Stimmen     | %           | Stimmen      | %            |
| ------------------------------ | ------------------------- | ----------------- | ----------- | ----------- | ------------ | ------------ |
|                                | Arnold Vaatzgewählt im WK | CDU               | 67.514      | 35,2        | 56.975       | 29,7         |
|                                | Michael Sturm             | SPD               | 47.412      | 24,7        | 46.377       | 24,2         |
|                                | Martina Sacher            | Die Linke.        | 36.007      | 18,8        | 37.306       | 19,4         |
|                                | Jan Mücke                 | FDP               | 14.443      | 7,5         | 21.221       | 11,1         |
|                                | Eva Jähnigen              | GRÜNE             | 14.294      | 7,5         | 17.244       | 9,0          |
|                                | Matthias Paul             | NPD               | 8.299       | 4,3         | 7.832        | 4,1          |
|                                | −                         | REP               | –           | –           | 451          | 0,2          |
|                                | −                         | PBC               | –           | –           | 655          | 0,3          |
|                                | Ronald Galle              | BüSo              | 2.261       | 1,2         | 1.370        | 0,7          |
|                                | –                         | AGFG              | –           | –           | 1.592        | 0,8          |
|                                | Günter Slave              | MLPD              | 644         | 0,3         | 469          | 0,2          |
|                                | –                         | PSG               | –           | –           | 438          | 0,2          |
|                                | Dietmar Klingenberg       | DSU               | 903         | 0,5         | –            | –            |
| Gesamt                         | Gesamt                    | Gesamt            | 191.777     | 100         | 191.930      | 100          |
|                                |                           |                   |             |             |              |              |
| Ungültige Stimmen              | Ungültige Stimmen         | Ungültige Stimmen | 2.988       | 1,5         | 2.835        | 1,5          |
| Wähler                         | Wähler                    | Wähler            | 194.765     | 77,9        | 194.765      | 77,9         |
| Wahlberechtigte                | Wahlberechtigte           | Wahlberechtigte   | 250.162     |             | 250.162      |              |
|                                |                           |                   |             |             |              |              |
| Quellen: Der Bundeswahlleiter, |                           |                   |             |             |              |              |

### Bundestagswahl 2002
| Kandidaten                     | Kandidaten                | Parteien/Listen   | Erststimmen | Erststimmen | Zweitstimmen | Zweitstimmen |
| Kandidaten                     | Kandidaten                | Parteien/Listen   | Stimmen     | %           | Stimmen      | %            |
| ------------------------------ | ------------------------- | ----------------- | ----------- | ----------- | ------------ | ------------ |
|                                | Arnold Vaatzgewählt im WK | CDU               | 65.733      | 36,5        | 58.636       | 33,0         |
|                                | Martin Dulig              | SPD               | 51.738      | 28,7        | 53.419       | 30,1         |
|                                | Ingrid Mattern            | PDS               | 31.064      | 17,2        | 27.774       | 15,7         |
|                                | Johannes Lichdi           | GRÜNE             | 10.687      | 5,9         | 15.635       | 8,8          |
|                                | Jan Mücke                 | FDP               | 13.900      | 7,7         | 14.457       | 8,1          |
|                                | –                         | REP               | –           | –           | 1.238        | 0,7          |
|                                | −                         | NPD               | –           | –           | 1.842        | 1,0          |
|                                | −                         | PBC               | –           | –           | 543          | 0,3          |
|                                | Rolf Poppe                | GRAUE             | 2.033       | 1,1         | 1.387        | 0,8          |
|                                | Ronald Galle              | BüSo              | 1.006       | 0,6         | 665          | 0,4          |
|                                | –                         | Schill            | –           | –           | 2.056        | 1,2          |
|                                | Dietmar Klingenberg       | DSU               | 1.290       | 0,7         | –            | –            |
| Gesamt                         | Gesamt                    | Gesamt            | 180.284     | 100         | 177.451      | 100          |
|                                |                           |                   |             |             |              |              |
| Ungültige Stimmen              | Ungültige Stimmen         | Ungültige Stimmen | −2.632      | -1,5        | 201          | 0,1          |
| Wähler                         | Wähler                    | Wähler            | 177.652     | 73,5        | 177.652      | 73,5         |
| Wahlberechtigte                | Wahlberechtigte           | Wahlberechtigte   | 241.686     |             | 241.686      |              |
|                                |                           |                   |             |             |              |              |
| Quellen: Der Bundeswahlleiter, |                           |                   |             |             |              |              |

## Wahlkreissieger
| Wahl | Name         | Partei | Erststimmen in % |
| ---- | ------------ | ------ | ---------------- |
| 2005 | Arnold Vaatz | CDU    | 29,7             |
| 2002 | Arnold Vaatz | CDU    | 33,0             |